# William Trevor
William Trevor Cox (Mitchelstown, Condado de Cork, 24 de maio de 1928 - Dublin, 21 de novembro de 2016) foi um tradutor, escritor de contos e romancista irlandês.
Nascido numa família de classe-média protestante, viveu em várias cidades de província, devido às mudanças de posto de trabalho do seu pai, que trabalhava num banco oficial. Foi educado no St. Columba's College e no Trinity College, em Dublin. Neste último colégio graduou-se em História.

### Como editor
- 1989 - The Oxford Book of Irish Short Stories (Oxford University Press)